# Leptacinus batychrus
Leptacinus batychrus – gatunek chrząszcza z rodziny kusakowatych i podrodziny kusaków.

## Taksonomia
Gatunek ten opisany został po raz pierwszy w 1802 roku przez Thomasa Marshama pod nazwą Staphylinus diaphanus. Jako lokalizację typową wskazano Wielką Brytanię. W 1827 roku gatunek ten opisany został niezależnie przez Leonarda Gyllenhaala pod nazwą Staphylinus batychrus. Jako lokalizację typową w tym przypadku wskazano Szwecję. W 1833 roku oba gatunki przeniesione zostały do rodzaju ryżak (Gyrohypnus) przez Jamesa Francisa Stephensa. W 1839 roku drugi z nich umieszczony został przez Wilhelma Ferdinanda Erichsona w nowym rodzaju bruzdniczek (Leptacinus). W 1851 roku James Hardy jako pierwszy podał L. diaphanus jako synonim L. batychrus. Współcześnie za ważny uznaje się późniejszy epitet nadany przez Gyllenhaala (nomen protectum), a ten nadany przez Marshama za starszy synonim (nomen oblitum).

## Morfologia
Chrząszcz o wydłużonym, wąskim ciele długości od 5 do 7 mm. Głowa jest duża, o małych oczach, umieszczonych tuż przy ich krawędziach wewnętrznych, skierowanych ku środkowi czoła, ale go nieosiągających bruzdach czołowych zewnętrznych i smukłym z zaostrzonym szczytem ostatnim członie głaszczków szczękowych, umieszczona na cienkiej szyi. Ubarwienie czułków i głaszczków jest czerwonobrunatne. Na przedpleczu występują grzbietowe szeregi liczące od 10 do 16 gęsto upakowanych punktów. Mikrorzeźba w postaci falistych zarysowań poprzecznych w tylnej części przedplecza jest dobrze widoczna. Barwa pokryw jest brunatna. Odnóża są czerwonobrunatne. Odwłok samca ma szósty sternit o płytko wyciętej i równomiernie porośniętej krótkim owłosieniem krawędzi tylnej.

## Ekologia i występowanie
Owad rozmieszczony od nizin po niższe tereny górskie. Bytuje wśród gnijących szczątków roślinnych, w odchodach, nawozie, pod napływkami i w pryzmach kompostowych.
Gatunek o szerokim zasięgu, na północ wykraczającym daleko poza koło podbiegunowe. W Europie znany jest z Irlandii, Wielkiej Brytanii, Portugalii, Hiszpanii, Francji, Belgii, Luksemburgu, Holandii, Niemiec, Szwajcarii, Austrii, Włoch, Danii, Szwecji, Norwegii, Finlandii, Estonii, Łotwy, Litwy, Polski, Czech, Słowacji, Węgier, Ukrainy, Rumunii, Bułgarii, Słowenii, Chorwacji, Bośni i Hercegowiny, Serbii, Czarnogóry, Albanii, Grecji i europejskiej części Rosji. W Afryce stwierdzono jego występowanie na Azorach, Wyspach Kanaryjskich, Maderze, w Maroku, Algierii, Tunezji, Libii, Egipcie i Etiopii. W Azji palearktycznej znany jest z Rosji, Gruzji, Turcji, Libanu, Izraela, Kazachstanu, Uzbekistanu, Iranu, Afganistanu i Chin, w orientalnej zaś z Indii i Indonezji. Ponadto podawany jest z Kanady i Stanów Zjednoczonych w Nearktyce oraz z Australii.